# Tomentella nitellina
Tomentella nitellina är en svampart som beskrevs av Bourdot & Galzin 1924. Tomentella nitellina ingår i släktet Tomentella och familjen Thelephoraceae.   Inga underarter finns listade i Catalogue of Life.